# Henry Moore Foundation

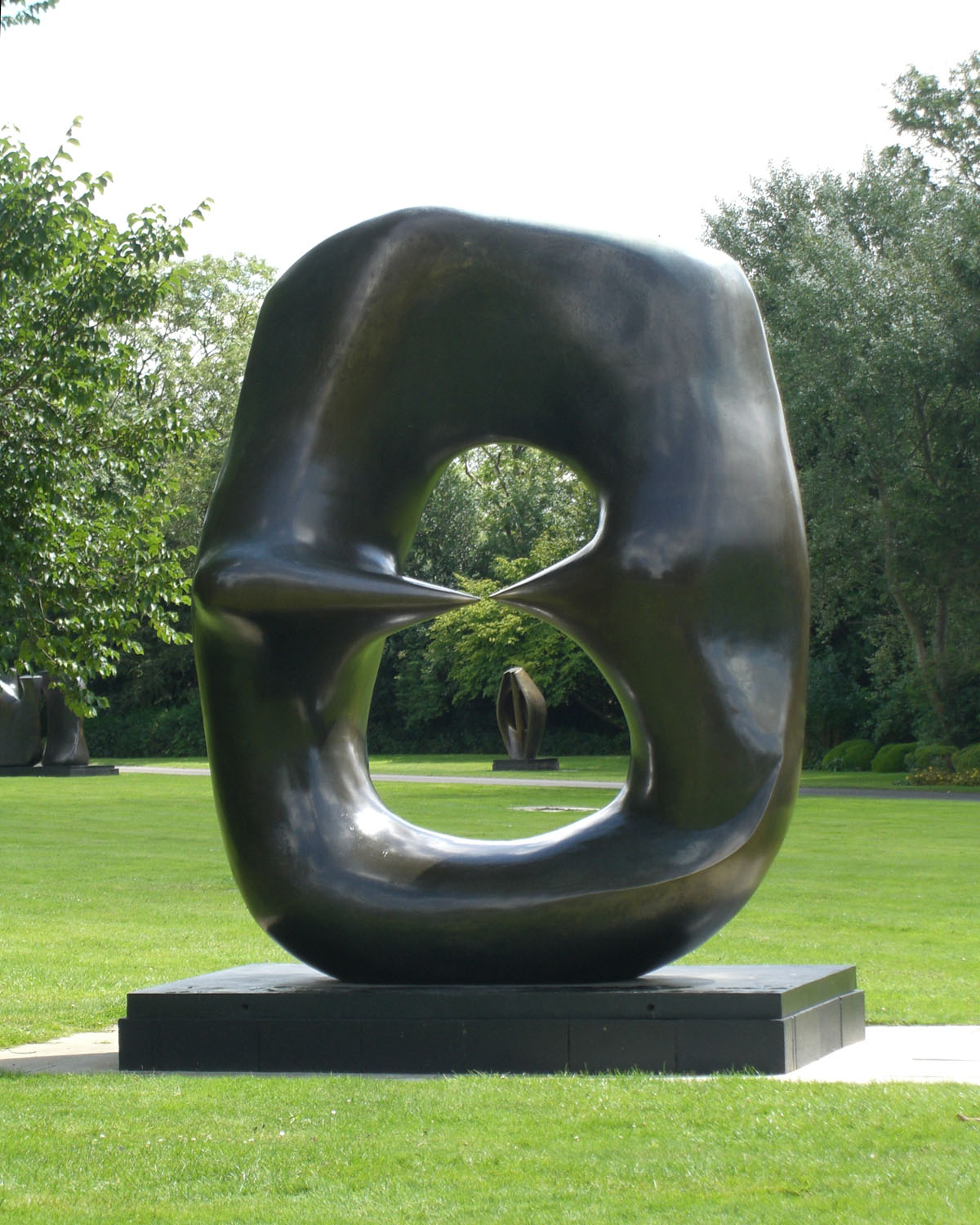
"Oval with Points" - 1968-70 - Henry Moore Foundation

De Henry Moore Foundation is een geregistreerd goed doel in Engeland en is opgericht voor scholing en promotie van de schone kunsten en in het bijzonder om het werk van Henry Moore beter te leren begrijpen.
De stichting is in 1977 met de medewerking van Moore opgezet. De stichting ondersteunt veel projecten waaronder studiebeurzen, samenwerkingsverbanden voor kunstenaars en financiële giften aan verschillende kunstorganisaties. Er wordt gewerkt vanuit Perry Green (Much Hadham), Hertfordshire en het Henry Moore Institute in Leeds, Engeland.

## Trivia
Reclining Figure 1969–70, een bronzen sculptuur, werd op 15 december 2008 gestolen bij de stichting in Perry Green. Men gaat ervan uit dat dieven het (3.60m x 2.00m hoog en 2.1 ton) zware beeld in de achterbak van een Mercedes bus hebben gestopt met behulp van een kraan. Politie die de diefstal onderzoekt denken dat het gestolen is om als schroot te verkopen voor slechts een fractie van de werkelijke waarde, 3 miljoen pond

## Voetnoten en referenties
1. ↑  £3m Henry Moore sculptuur gestolen. BBC News Online. BBC (17 december 2005). Geraadpleegd op 10 februari 2008.